# 힙 하우스
힙 하우스(Hip house)는 1980년대 중후반 런던과 시카고에서 시작된 하우스 음악과 힙합 음악의 요소를 혼합한 음악 장르이다.
일렉트로닉 그룹 비트마스터스와 랩 듀오 쿠키 크루의 영국 협업으로 '록 다 하우스'가 탄생했는데, 이는 아마도 최초의 힙합 하우스 싱글일 것이다. 